# Athetis pectinifer
Athetis pectinifer là một loài bướm đêm trong họ Noctuidae.